# Prix Renée-Vivien

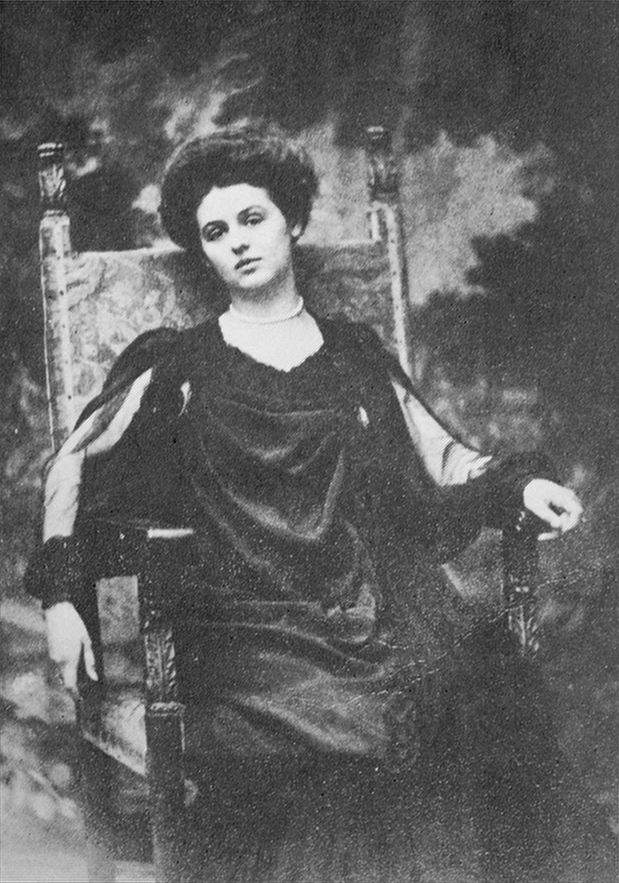
Renée Vivien, poétesse britannique née en 1877 et morte en 1909. Ce portrait date de 1905.

Le prix Renée-Vivien est un prix littéraire français qui récompense annuellement des poètes d'expression française. Dédiée à la poétesse britannique Renée Vivien, la récompense éponyme a été créée en 1935, et a été décernée par intermittence ensuite, par trois différents mécènes, chacun avec sa propre vision. La première mécène est Hélène de Zuylen de Nyevelt de Haar, à qui succède Natalie Clifford Barney en 1949,,,, puis Claude Evrard à partir de 1994 jusqu'à maintenant. Chacun de ces donateurs conçoit le prix comme un hommage à Renée Vivien,,,,. Cependant, les deux premières mécènes sont surtout interpelées par la poésie des femmes de lettres, la littérature féministe ainsi que le souvenir de liaisons amoureuses avec la poétesse honorée,,,. Hélène de Zuylen de Nyevelt de Haar et Natalie Clifford Barney ont d'ailleurs démontré des philosophies similaires dans l'attribution du prix. Claude Evrard, pour sa part, s'intéresse davantage à l'héritage culturel du style de Renée Vivien dans la poésie contemporaine.

## Histoire du prix
À l'origine, le prix consiste en une récompense littéraire annuelle française remise en l'honneur de la poétesse Renée Vivien, destinée à encourager les efforts des poétesses débutantes écrivant en français; l'honneur est assorti d'un prix de 10 000 francs,,. Le prix voit le jour le 23 juillet 1935, à l'initiative de la baronne Hélène de Zuylen de Nyevelt de Haar,,, l'une des amoureuses de Renée Vivien, avec qui elle a écrit et publié de la poésie sous le pseudonyme collectif Paule Riversdale. Dès le début, la Société des gens de lettres prend la responsabilité de l'attribution du prix,. Décerné pour la première fois en 1936, le tout jeune prix de poésie doit être abandonné dès 1939, après trois cérémonies de remise de prix, dans des circonstances incertaines, alors que le Troisième Reich fait basculer l'Europe dans la guerre.
En 1949, deux ans après la mort d'Hélène de Zuylen de Nyevelt de Haar, le prix Renée-Vivien est rétabli,, avec une subvention financière et il est maintenu pendant plusieurs années par Natalie Clifford Barney , qui se charge de la présidence du jury en 1950, sous l'égide de la Société des gens de lettres,,. Le prix littéraire ressuscité est attribué sans aucune considération de nationalité, à des femmes qui ont publié un ou plusieurs volumes de poésie française, et permet à Natalie Clifford Barney de rendre hommage à la vie et à l'œuvre de Renée Vivien,,. Après plus d'une décennie passée à couronner les efforts de poétesses, le prix  Renée-Vivien est retiré en 1962.
Dans l'ensemble, les objectifs et la manière que privilégient Barney et Zuylen dans l'attribution du prix sont relativement semblables,,. Ces deux mécènes préconisent une organisation assurée par la seule Société des gens de lettres ainsi qu'une attribution du prix aux femmes de lettres seulement, à l'exclusion des hommes.
Après trois décennies de latence, l'Académie Renée Vivien, une association française à but non lucratif située à Rivery, renouvelle le prix Renée-Vivien en 1994, sous la présidence des poètes cofondateurs Marie Vermunt et Claude Evrard. Ce prix qui n'est plus doté rend hommage à des œuvres remarquables de la poésie française qui quelquefois servent le thème de l'hellénisme éclairé présent dans l’œuvre de Renée Vivien, et ce, désormais, quels que soient le sexe de l'auteur. Marie Vermunt  présidente de l'Académie Renée Vivien, située depuis 2022 à Châteauroux-les-Alpes, maintient le prix, le récompense et l'ouvre à l'international.

## Liste des récipiendaires
L'attribution du Prix Renée-Vivien a évolué au cours de trois périodes : en 1935 et en 1949, puis en 1994. Deux institutions tutélaires se sont partagé l'organisation des attributions : la Société des gens de lettres pour les deux premières périodes et l'Académie Renée Vivien pour la troisième. La liste des récipiendaires est présentée dans le respect de cette distinction.

### Société des gens de lettres
- 1936 : Lucie Delarue-Mardrus – Mort et Printemps[7],[23],[40],[41].
- 1937 : Luce Laurand – Suite en mineur, La Clairière de Daphné et L'Herbe au vent[42],[43],[44],[45].
- 1938 : Claude Dervenn – L'Horizon, Equinoxes and Puissance des ailes[46],[47],[48],[49].
- 1949 : Louise de Vilmorin – L'Alphabet des aveux[2],[26],[50].
- 1950 : Yanette Delétang-Tardif – Sept chants royaux[3],[51],[52],[53].
- 1951 : Germaine Beaumont – Disques[54],[55],[56].[note 4]
- 1952 : Lucienne Desnoues – Le Jardin délivré[3],[57],[58],[59].[note 5]
- 1953 : Anne-Marie Kegels – Rien que vivre[3],[66],[67],[68].
- 1954 : Andrée Sodenkamp – Sainte Terre[69],[70],[71],[72],[73].
- 1955 : Liliane Wouters – La Marche Forcée[74],[75],[76],[77].
- 1957 : Marthe-Claire Fleury – Gris Trianon[78],[79].
- 1958 : Marguerite Yourcenar – Les Charités d'Alcippe[27],[80],[81].
- 1959 : Anne-Marie de Backer – L'Herbe et le Feu[82].
- 1960 : Jacqueline de Bie – Les Vergers du songe[83],[84].
- 1961 : Magdeleine Labour – Sabliers[85],[86].

### Académie Renée Vivien
- 1994 : Gilbert Foret – Femmes, femmes, femmes, mes heures au féminin[39].
- 1995 : Jacques-François Dussottier – Ô femmes[39].
- 1996 : Claire Hercelin – Comme une allégorie[39].
- 1997 : Vital Heurtebize – Le Temps ultime[39].
- 1998 : Guy Vieilfault – Èves[87].
- 1999 : Pascale Badré – Ombre à la bougie[39].
- 2000 : Françoise Tchartiloglou – Pour t'aimer[88].
- 2001 : Gabrielle Clerc – Devayâna ou Les Aigles planent sur les mers[89].
- 2002 : Patricia Coulanges – Féminae[90].
- 2003 : Elena Constantinescu – Stefka ou les premières roses[39].
- 2004 : Jean Gallé – Évanescences[91].
- 2006 : Philippe Courtel – Les Yeux en amande[39].
- 2007 : Daniel Chétif – Diva[39].
- 2009 : Véronique Flabat-Piot – Dites-le avec le cœur[39].
- 2010 : Catherine Grange-Roussel – La femme du silence[39].
- 2011 : Güliz Mutlu – Les Paroles Saphiques[92].
- 2014 : Catherine Berenguer-Joly – Femmes, femmes, atout cœur[39].
- 2015 : Nicolas Saeys – Un bohème affairé dort[93].
- 2018 : Lucien Van Meer – Les Effrontées[39].
- 2019 : Jean-Noël Cuénod – Qui a éteint le feu ?[94].
- 2020 : Stéphane Amiot – Saisons de lagunage[95]
- 2021 : Eva Marzi – Nuit scribe[95]
- 2022 : Armelle Barguillet-Hauteloire – Dans le murmure du songe[96]
- 2023 : Grégory Rateau – Imprécations nocturnes[97],[98],[99]
- 2024 : Sibylle Bolli – La lumière éclose[100].